# Kvadratna funkcija
Kvadrátna fúnkcija je realna funkcija, ki se jo da zapisati z enačbo oblike:
{\displaystyle f(x)=ax^{2}+bx+c\!\,,}
kjer so koeficienti {\displaystyle a\!\,}, {\displaystyle b\!\,} in {\displaystyle c\!\,} realna števila in je {\displaystyle a\!\,} različen od 0 (če bi bil {\displaystyle a\!\,} enak 0, bi bila to linearna funkcija).

## Teme kvadratne funkcije
Kvadratno funkcijo se lahko vedno preoblikuje v temensko obliko:
{\displaystyle f(x)=a(x-p)^{2}+q\!\,.}
Števili {\displaystyle p\!\,} in {\displaystyle q\!\,}, ki nastopata v temenski obliki, sta koordinati točke, kjer kvadratna funkcija doseže ekstremno vrednost. Ta točka se imenuje tême: {\displaystyle T(p,q)\!\,}.
Koordinati temena se izračuna po formulah:
{\displaystyle p=-{\frac {b}{2a}}~~~~~~q={\frac {4ac-b^{2}}{4a}}\!\,.}
Teme omogoča lažje risanje grafa kvadratne funkcije.

## Ničli kvadratne funkcije
Kvadratna funkcija ima lahko eno ali dve ničli, lahko pa je tudi brez ničel. Ničli se izračuna po formuli:
{\displaystyle x_{1,2}={\frac {-b\pm {\sqrt {b^{2}-4ac}}}{2a}}\!\,.}
Število, ki nastopa pod kvadratnim korenom, se imenuje diskriminanta ({\displaystyle D=b^{2}-4ac\!\,}) in se piše tudi:
{\displaystyle x_{1,2}={\frac {-b\pm {\sqrt {D}}}{2a}}\!\,.}
Diskriminanta pove, koliko ničel ima kvadratna funkcija, tj. kolikokrat graf kvadratne funkcije seka abscisno os:
- če je diskriminanta pozitivna, ima funkcija dve (realni) ničli &ndsash; graf seka os {\displaystyle x\!\,} v dveh točkah.
- če je diskriminanta enaka 0, ima funkcija  eno (realno) ničlo – graf se v eni točki dotika osi {\displaystyle x\!\,}.
- če je diskriminanta negativna, funkcija nima (realnih) ničel – graf ne seka osi {\displaystyle x\!\,}. (V kompleksnem se lahko izračuna dve ničli, ki pa se ju v običajnem realnem koordinatnem sistemu ne vidi).

Če ima kvadratna funkcija ničli {\displaystyle x_{1},x_{2}\!\,}, se lahko njeno enačbo preoblikuje v ničelno obliko:
{\displaystyle f(x)=a(x-x_{1})(x-x_{2})\!\,.}

## Posplošitev
Posplošena kvadratna funkcija je funkcija {\displaystyle f:\mathbb {R} ^{n}\to \mathbb {R} \!\,}, ki se jo da zapisati z enačbo oblike:
{\displaystyle f(\mathbf {x} )={\frac {1}{2}}\mathbf {x} ^{T}\mathbf {Q} \mathbf {x} +\mathbf {c} ^{T}\mathbf {x} \!\,,}
kjer je {\displaystyle \mathbf {Q} \!\,} simetrična matrika razsežnosti {\displaystyle n\times n\!\,} in {\displaystyle \mathbf {c} \!\,} vektor razsežnosti {\displaystyle n\!\,}.